# 德島漩渦
德島漩渦（拉丁字：Tokushima Vortis）是一支日本職業足球乙級聯賽球會，主场设于德岛县鸣门市的鸣门综合运动公园陆上竞技场。

## 簡介
球隊的前身是大塚製藥足球俱樂部，成立於1955年。1992年，參加舊制度的日本足球聯賽，1999年由於仍然使用公司的名字，因而被降級為第三級新的JFL。2004年7月，球隊為了升級到日職聯，改名為德島漩渦。2004年，成功奪得JFL的冠軍，因為升級到日職聯乙級（J2）比賽，是第一支位於四國的日職聯球隊。
球隊的根據地位於德島縣德島市、鳴門市、美馬市、松茂町、板野町、北島町及藍住町為中心整個德島縣的區域。球隊的主場是德島縣鳴門綜合運動公園陸上競技場。球隊的名字Vortis是來自意大利語的Vortice，解作漩渦，名字來源鳴門大橋附近經常出現的漩渦。
2013年球季，他們在日乙取得第四名而取得升班附加賽資格，在首圈面對升班馬的長崎成功丸，賽和對手後因排名較高而晉級附加賽決賽，面對同樣以和波晉級的聯賽季軍京都不死鳥。在這場作客的比賽中，德島漩渦爆冷以2:0擊敗對手而首次升班甲組，他們亦成為首支出戰日職聯的四國球隊。可惜，在他們首個日職球季，未有大肆增兵，開季便錄得8連敗之劣績，更是在提早5輪之下篤定降班結果在34場聯賽中僅取得14分，打平日職聯最低分紀錄而降回日乙作賽。
2020年球季，德島漩渦勝出日乙冠軍，來季再度升班至日職作賽。該季他們更打入日本天皇盃四強，可惜最終以0比2不敵大阪飛腳。

## 榮譽

### 本地聯賽
- 日本職業乙組足球聯賽:
  - 冠軍 (1): 2020

## 外部連結
- 官方網站 （页面存档备份，存于）